# Hermann von Rittler
Hermann Ferdinand Josef Alexander von Rittler (* 30. Mai 1848 in Oslawan in Mähren; † 20. Dezember 1914 in Brünn) war ein Generalintendant der ökonomischen Verwaltung der k.u.k. Streitkräfte.

## Leben
Hermann von Rittler studierte ab 1866, damals noch ohne Adelsprädikat, an der Deutschen Technischen Hochschule Brünn Ingenieurwissenschaften und schloss sich der Polytechnischen Lebensverbindung mit Corpstendenz Hilaria, dem späteren Corps Marchia Brünn an. Nach dem Studium schlug er die Offizierslaufbahn eines Militärbeamten im Intendanzdienst der ökonomischen Verwaltung der k.u.k. Streitkräfte ein. Der Intendanzdienst war für die Aufsicht und Kontrolle des gesamten Verwaltungsdienstes, also der Militärkassen, der Militärverpflegsanstalten und der Militärbettenmagazine zuständig. Sein letzter Dienstgrad war der eines Generalintendanten, welcher dem eines Generalmajors entsprach. Am Ersten Weltkrieg hat er nicht mehr aktiv teilgenommen. Bei seinem Tode im Jahre 1914 war er bereits Generalintendant a. D.